# WORA
WORA, Write once, run anywhere ou "Escreva uma vez, execute em qualquer lugar", é o slogan da Sun MicroSystems para exemplificar os benefícios multiplataforma da linguagem Java.
Idealmente, isso significa que Java pode ser desenvolvido em qualquer dispositivo, compilado em um bytecode padrão e espera-se que seja executado em qualquer dispositivo equipado com uma máquina virtual Java (JVM). A instalação de um intérprete JVM ou Java em chips, dispositivos ou pacotes de software tornou-se uma prática padrão da indústria.
Isso significa que um programador pode desenvolver código em um PC e pode esperar que ele seja executado em celulares habilitados para Java, bem como em roteadores e mainframes equipados com Java, sem ajustes. Isto é destinado a economizar desenvolvedores de software o esforço de escrever uma versão diferente do seu software para cada plataforma ou sistema operacional em que pretendem implantar.
Essa ideia se originou já no final da década de 1970, quando o sistema UCSD Pascal foi desenvolvido para produzir e interpretar o código p . UCSD Pascal (juntamente com a máquina virtual Smalltalk) foi uma influência fundamental no design da máquina virtual Java , como é citada por James Gosling. [ Citação necessária ]
A captura é que, uma vez que existem várias implementações JVM , além de uma grande variedade de sistemas operacionais diferentes, como Windows , Linux , Solaris , NetWare , HP-UX e MacOS , pode haver diferenças sutis na forma como um programa pode executar Cada combinação de JVM / OS, que pode exigir que um aplicativo seja testado em várias plataformas de destino. Isso deu origem a uma piada entre os desenvolvedores Java, "Write Once, Debug Everywhere". 

Em comparação, a linguagem de programação e o ambiente do Squeak Smalltalk, se orgulha de "escrever verdadeiramente uma vez em qualquer lugar",  porque ele "executa imagens idênticas a um bit em sua ampla base de portabilidade